# رافینوز
رافینوز (به انگلیسی: Raffinose) با فرمول شیمیایی C۱۸H۳۲O۱۶ یک ترکیب شیمیایی با شناسه پاب‌کم ۴۳۹۲۴۲ است. که جرم مولی آن ۵۰۴٫۴۲ g/mol می‌باشد. 